# Liopholis montana
Liopholis montana — вид сцинкоподібних ящірок родини сцинкових (Scincidae). Ендемік Австралії.

## Поширення і екологія
Liopholis montana мешкають в горах Великого Вододільного хребта на території Нового Південного Уельсу і Вікторії (на південь до верхів'їв річки Ярра). Вони живуть у високогірних лісах, де трапляються серед скель. Зустрічаються на висоті понад 900 м над рівнем моря.

## Збереження
МСОП класифікує стан збереження цього виду як близький да загрозливого. Liopholis montana загрожує знищення природного середовища, хижацтво з боку інвазивних ссавців та зміни клімату.